# رسوایی صندوق فاسد احزاب سیاسی ژاپن ۲۰۲۴–۲۰۲۳
رسوایی صندوق فاسد احزاب سیاسی ژاپن ۲۰۲۴–۲۰۲۳ (انگلیسی: 2023–2024 Japanese slush fund scandal)، از نوامبر ۲۰۲۳، رسوایی مربوط به سوء استفاده از بودجه مبارزات انتخاباتی توسط اعضای حزب لیبرال دموکرات (ژاپن) (LDP) محافظه کار سیوا سیساکو کنکیو کای و شیسویکای بود. پس از آن که مشخص شد این جناح نتوانسته بود بیش از ۶۰۰ میلیون ین از بودجه مبارزات انتخاباتی را گزارش کند و آنها را در صندوق‌های غیرقانونی غیرقانونی یا صندوق فاسد ذخیره کرده است. این رسوایی منجر به بحث‌هایی در مورد آینده حزب لیبرال دموکرات (ژاپن) (LDP) و تسلط سیاسی آن در ژاپن شده است.